# 8439 Альбеллус
8439 Альбеллус (2034 T-2, 1996 TV5, 8439 Albellus) — астероїд головного поясу.
Тіссеранів параметр щодо Юпітера — 3,190.